# Kirsten Bruhn
Kirsten Bruhn (Eutin, Schleswig-Holstein; 3 de noviembre de 1969) es una nadadora paralímpica alemana y una de las atletas discapacitadas más exitosas de Alemania.

## Biografía
Kirsten Bruhn ha estado nadando desde los 10 años. Aprobó su Fachabitur (el equivalente al bachillerato vocacional en Alemania) en 1990 antes de ir a los Estados Unidos durante un año como au pair en Nueva Jersey.
En 1991, quiso empezar a estudiar gráficos y diseño, pero un accidente de moto la dejó medio parapléjica, excepto por los músculos anteriores del muslo. Desde este accidente, ha tenido que usar una silla de ruedas para desplazarse, pero encontró la motivación para volver a nadar. En 1993, comenzó a formarse como especialista en seguridad social para la Caja de Seguro Médico de Schleswig-Holstein.
En 2002 participó en su primera competición de natación adaptada. Ese mismo año, terminó primera en los 50 metros espalda, tercera en los 100 metros espalda y cuarta en los 50 y 100 metros estilo libre en los campeonatos internacionales de deportes para discapacitados en Berlín. Posteriormente triunfó en numerosas competiciones y es una de las nadadoras discapacitadas más rápidas del mundo. Luego fue entrenada por su padre, Manfred Bruhn. 
Ganó una medalla de oro en los 100 metros braza, dos medallas de plata y una de bronce en los Juegos Paralímpicos de Atenas 2004. En 2005, estableció nuevos récords: nueve récords mundiales, 11 récords europeos y 15 récords alemanes. En 2004, 2005 y 2008, fue nombrada Deportista con una Discapacidad del Año. Es la única representante alemana nominada para los Premios Laureus del Deporte en Barcelona en 2006. En los Juegos Paralímpicos de Pekín 2008, como miembro del equipo de la Federación Alemana de Deportes para Minusválidos (DBS), obtuvo la mayoría de las medallas: oro en los 100 metros braza donde estableció un nuevo récord en las eliminatorias, plata y tres veces bronce. En los Juegos Paralímpicos de Londres 2012, ganó el oro en los 100 metros braza por tercera vez consecutiva. Esto concluye su carrera paralímpica.

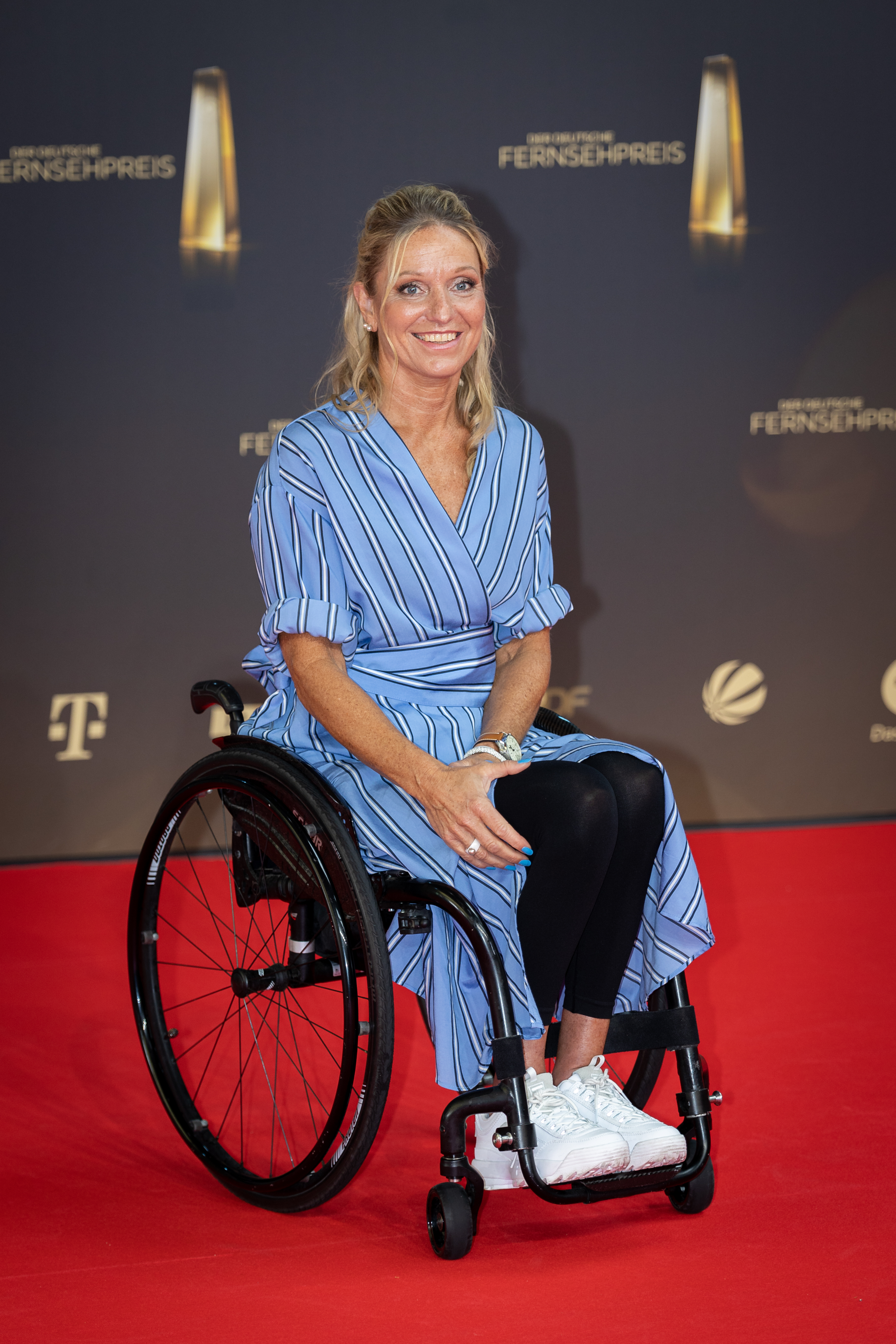
Kirsten Bruhn (2022)

Desde 2008, Kirsten Bruhn es la embajadora del Weißen Ring —una asociación para el apoyo a las víctimas de la violencia criminal y la prevención del delito— y desde 2001, embajadora de la Cruz Roja de Schleswig-Holstein. En ese momento, vivía en la ciudad de Wasbek, cerca de Neumünster.
Kristen Bruhn es una de las tres atletas que aparecen en Gold - You can do more than you think,  un documental presentado los días 15 y 16 de febrero en la Berlinale 2013 en la categoría Berlinale Special.
Por su extraordinaria actuación en los Juegos Paralímpicos de verano de Londres, fue premiada con un Bambi en la categoría de Deportes el 22 de noviembre de 2012.10

## Premios (extracto)
- Medalla de oro, 2004, 2008 y 2012 en los Juegos Paralímpicos (11 medallas paralímpicas en total)
- 65 veces campeón de Alemania
- 54 récords mundiales y 64 récords europeos
- 7 veces campeón del mundo
- 8 veces campeón de Europa

## Distinciones
- 2005: "Sportplakette" del estado de Schleswig-Holstein, la máxima distinción para deportistas de este estado.
- 2012: Premios Bambi (Categoría "deporte")